# 野茼蒿
野茼蒿（学名：Crassocephalum crepidioides），又稱革命菜、野茼蒿、飛機草，为菊科昭和草屬的植物。分布在非洲、泰國、东南亚以及中国大陆的云南、福建、湖北、四川、江西、贵州、西藏、广东、广西、湖南，及台灣等地，生长于海拔300米至1,800米的地区，常生长在水边、山坡路旁和灌丛中。

## 异名
- Gynura crepidioides Benth.

## 使用
莖葉可以食用。是常見的野菜，為台灣衛生福利部食品藥物管理署核可之可供食品使用之原料。

### 毒性

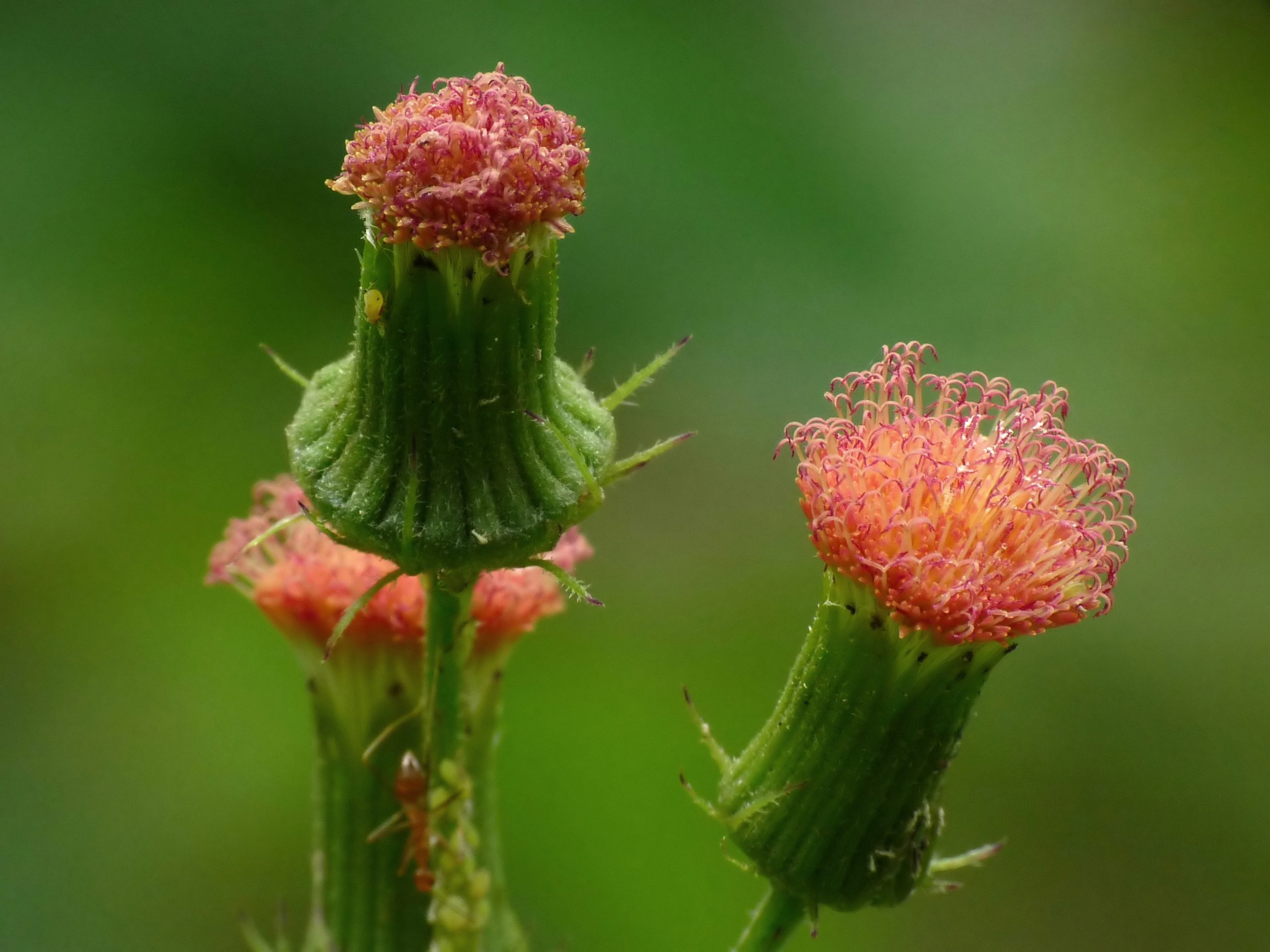
野茼蒿花

近年研究發現，昭和草萃取物(Crassocephalum rabens extract)在亞急性毒性試驗(subactue toxicity study)測試中，在大鼠上並無發現任何毒理與不良反應(例如：無肝、腎毒性)，無明顯不良反應劑量 (no-observed-adverse-effect level)為 1,666.7 mg/kg body weight (BW)。